# Запослена девојка
Запослена девојка (енг. Working Girl) је америчка романтична комедија из 1988. режисера Мајка Николса, по сценарију Кевина Вејда, а главне улоге тумаче Харисон Форд, Сигорни Вивер и Мелани Грифит. Његова радња прати амбициозну секретарицу са Стејтен Ајленда која преузима улогу свог новог шефа док шеф лежи са сломљеном ногом. Секретарица, која је ишла у пословну вечерњу школу, износи профитабилну идеју, само да би шеф покушао да преузме заслуге.
Уводна секвенца филма прати путнике на Менхетну на трајекту Стејтен Ајленд у пратњи песме Карли Сајмон, за коју је добила Оскара за најбољу оригиналну песму и Златни глобус за најбољи оригиналну песму. Филм је наишао на похвале критике и био је велики успех на благајнама, са укупном зарадом од 103 милиона долара широм света.
Запослена девојка је била номинована за шест Оскара 1989. године, укључујући најбољи филм, најбољу режију за Николса, најбољу глумицу за Грифит, док су и Вивер и Џоун Кјузак били номиновани за најбољу споредну глумицу. Филм је такође освојио четири награде Златни глобус (од шест номинација) 1989. године, укључујући најбољи филм – мјузикл или комедија, најбољу глумицу – мјузикл или комедија за Грифит и најбољу споредну глумицу за Вивер.

## Опис филма
Тес Макгил (Мелани Грифит) је амбициозна 30-годишњакиња из радничке класе са Стејтен Ајленда са дипломом бизниса коју је стекла похађајући вечерње часове. Она ради као секретарица берзанског посредника на доњем Менхетну, желећи да дође до извршне позиције. Шеф и мушки сарадници третирају Тес као курву, који ипак имају користи од њене интелигенције и пословних инстинкта. Дојадило јој је понижавање од стране свог шефа, Тес даје отказ на драматичан начин.
Тес убрзо проналази посао као административни асистент Кетрин Паркер (Сигорни Вивер), младој сарадници у пословима спајања и преузимања. На изглед подржавајући као колегиница професионалац, Катарина подстиче Тес да подели идеје. Тес предлаже идеју за спајање Trask Industries и радио станице. Кетрин изгледа заинтригирано, али на крају каже Тес да то неће ићи.
Када Кетрин повреди ногу на скијању, замоли Тес да седи код куће. Док је тамо боравила, Тес открива неке белешке са састанка и схвата да Кетрин планира да идеју о спајању представи као своју.
Тес одлучује да искористи одсуство, везе и одећу свог шефа да настави са својим плановима за спајање. Она заказује састанак са Џеком Трејнером (Харисон Форд), сарадником за спајања и аквизиције из друге компаније. Уз помоћ своје пријатељице Син (Џоун Кјузак), она шиша косу да би изгледала професионалније и упада у Кетринин орман у потрази за модернијом одећом.
На састанку са Трејнером и његовим сарадницима, Тес недостаје самопоуздања и одлази верујући да је састанак био неуспешан. Џек, међутим, стиже у њену канцеларију и жели да настави са својом идејом. Џек брзо обезбеђује одличну куповину радио мреже за Trask Industries и охрабрује се када Тес покушава да се сама састане са извршним директором Траска, Ореном Траском (Филип Боско), што он убрзо схвата зато што је њен план да се састане с њим док разбија ћерку венчање. Упркос Џековим сумњама, Тесин шарм и брзо размишљање осигуравају Трасково интересовање за спајање.
Џек и Тес се зближавају док припремају финансије за предлог спајања, што је на крају успех. Препуштају се својој привлачности и завршавају у кревету. Тес је у искушењу да му каже истину, али одбија када открије да је Џек такође повезан са Кетрин, иако је намеравао да раскине са њом пре њене повреде.
Кетрин се враћа кући истог дана када је одржан састанак како би се употпунило спајање. Док јој Тес помаже да се смести, Џек стиже да оконча ствари са Кетрин, која га притиска да запроси. Избегава разговор, а затим трчи на састанак спајања. Тес случајно оставља своју књигу термина у Кетринином стану пре него што оде на исти састанак, што доводи до тога да Кетрин открива шта је Тес намеравала.
Кетрин улази на састанак и избацује Тес као своју секретарицу, оптужујући је да је украла идеју. Тес почиње да протестује, али осећа да јој нико не би веровао. Она одлази, извињавајући се.
Данима касније, Тес чисти свој сто, а затим налеће на Џека, Кетрин и Траска у лифтовима у предворју. Сукоб између Кетрин и Тес наводи Џека да се заузме за Тес. Када Тес открије да је открила рупу у договору, Траск напушта Кетрин у лифту који се затвара и чује Тесино објашњење како је дошла на идеју спајања.
Када се Траск суочи са Кетрин, она није у стању да објасни одакле јој идеја за спајање. Обећава да ће је отпустити због њених поступака, а затим нуди Тес почетни посао у Trask Industries, што она са задовољством прихвата.
Тес стиже на свој први дан на свом новом послу у Траску и води је у канцеларију где упознаје Алис, жену за коју Тес претпоставља да ће радити, међутим Алис објашњава да је она заправо Тесина секретарица. Тес инсистира да раде заједно као колеге, показујући да ће се веома разликовати од Катарине. Затим зове Цин из њене канцеларије да јој каже да је коначно успела.

## Глумци
- Мелани Грифит као Тес Мекгрил
- Харисон Форд као Џек Трејнер
- Сигорни Вивер као Кетрин Паркер
- Алек Болдвин као Мик Даган
- Џоун Кјузак као Синтија
- Кевин Спејси као Боб Спек

## Продукција

### Развој
Сценариста Кевин Вејд био је инспирисан да напише сценарио након што је посетио Њујорк 1984. године и био сведок гомиле жена у каријери како ходају улицама у тениским ципелама док носе своје штикле.

### Кастинг
Мелани Грифит је прочитала сценарио више од годину дана пре почетка продукције и изразила интересовање да игра улогу Тес Макгил. Отприлике годину дана касније, Мајк Николс је пристао да режира филм након што је прочитао сценарио док је снимао свој филм Билокси Блуз на Аљасци. Након Николсове привржености, Грифитова је имала званичну аудицију за ту улогу. Николс је био толико одлучан да Грифитова игра улогу да је запретио да ће одустати од продукције ако је студио, 20th Century Studios, не ангажује.
После избора Сигорни Вивер и Харисона Форда — обе главне звезде у том тренутку — студио је пристао да постави Грифитову, јер су сматрали да им Виверино и Фордово учешће даје веће шансе за успех на благајнама.

### Снимање
Главно снимање почело је 16. фебруара 1988. у Њујорку. Многе сцене су снимљене у Њујорку. Једно полудневно снимање како би се завршила сцена несреће на скијању одвијала се у Њу Џерсију. Четири различите зграде приказивале су канцеларије; Подневни клуб, који је служио као клупска соба компаније; предворје Светског трговинског центра 7 (једна од зграда уништених у нападима 11. септембра); и спрат за читање зграде L. F. Rothschild. Снимање је завршено 27. априла 1988, а последња секвенца је снимљена на трајекту Стејтен Ајленд .
Током снимања, Грифит је била усред борбе са дугогодишњом зависношћу од алкохола и кокаина, што је повремено ометало снимање. „Било је много ствари које су се десиле, које сам урадила, а које нису биле у реду“, присећа се Грифит 2019. „Било је то крајем 80-их. Много тога се дешавало на журци у Њујорку. Било је много кокаина. Било је много искушења.“  Након што је Николс схватио да је Грифит стигао на сету уз кокаин, снимање је привремено прекинуто на 24 сата.  Грифит је елаборирао искуство:
Мајк се толико наљутио на мене да није хтео да прича са мном. Мајк Хели, први [помоћник директора], је управо пришао и рекао: "Затварамо се. Иди кући", и знао сам да сам у толикој невољи. … Следећег јутра ме је (Николс) одвео на доручак и рекао: „Ево шта ће се десити. Платићеш из свог џепа за синоћ. Нећемо те пријавити у студио, али ти мораш да платиш оно што је коштало“, а било је 80.000 долара. Хтели су да привуку моју пажњу и заиста су то учинили. Било је то веома понижавајуће, непријатно искуство, али сам из тога много научила
Три недеље након што је снимање завршено, Грифит је ушла у рехабилитациону установу да би се лечила од своје зависности. Иронично, према биографији коју је написао Марк Харис, Николс се отприлике у исто време борио са зависношћу од кокаина.

### Музика
Главну тему филма „ Нека река тече “ написала је, компоновала и извела америчка кантауторка Карли Сајмон и донела јој је Оскара, Златни глобус и Греми за најбољу оригиналну песму, Сајмон је први уметник који је освојио овај трио награда за песму коју је компоновао и написао, као и извео, у потпуности један уметник. Као сингл, „је достигао 49. место на америчкој Биллборд Хот 100 и почетком 1989.
Додатну музику за филм су написали Сајмон и Роб Монзи. Албум са саундтреком издао је Ариста Рекордс 29. августа 1989. и заузео је 45. место на Билборду 200.

## Издање

### Благајна
Филм је приказан у Сједињеним Државама 21. децембра 1988. у 1.051 биоскопу и зарадио је 4,7 долара милиона првог викенда. Затим је зарадио 63,8 долара милиона у Северној Америци и 39,2 долара милиона у остатку света за укупно 103 долара широм света милиона.

### Критички одговор
Филм је добио углавном позитивне критике критичара. Тренутно има 84% „свеже“ рејтинг на Rotten Tomatoes-у  на основу 43 рецензије, и просечну оцену од 6,90/10. Консензус сајта је; „Живљива корпоративна прича о Пепељуги, има праву глумачку екипу, праву причу и правог редитеља да би се све то спојило. Филм такође има пондерисану просечну оцену од 73 од 100 на Метакритик -у на основу критика 17 критичара, што указује на „генерално повољне критике“. Публика је дала филму просечну оцену „А-“.
Филмски критичар Чикаго Сан Тајмса Роџер Иберт дао је филму четири од четири звездице и написао: „Радња Радне девојке је састављена као сат. Носи вас док га гледате, али га касније реконструишите и видећете вештину израде.“  У својој рецензији за Вашингтон Пост, Рита Кемплеји је описала Мелани Грифит као „сјајну као Мерилин Монро, дивну као један од Дизнијевих мишева који певају. Она очигледно има нешто као мегазвезда, а филм сија од ње."  Џенет Маслин, у својој рецензији за Њујорк тајмс, написала је: „Мајк Николс, који је режирао филм, такође показује неуобичајено туп додир, а у својим каснијим фазама прича остаје жива, али ретко има перцептивност или оштрину као г. најбоље дело“. У својој рецензији за Тајм, Ричард Корлис је написао: „Кевин Вејд то показује у свом паметном сценарију, који је пун атмосферских притисака који дозвољавају сударању звезда. Режисер Мајк Николс зна ово у костима. Он подстиче Вивер да игра (сјајно) прозрачну ровицу. Он даје Форду дечачку живахност, а Грифит прилику да буде одрастао хипнотизер.“ 

### Признања
- Сигорни Вивер на додели Оскара 1989.Оскар 1989-најбоља оригинална песма
- Златни глобус 1989-најбоља оригинална песма, најбоља глумица у споредној улози, најбоља глумица у комедији или мјузиклу, најбоља комедија или мјузикл.
- Греми нагрда за најбољу песму за филм или телевизију

Филм је препознат од стране Америчког филмског института на овим листама:
- 2002: 100 година АФИ...100 страсти – бр. 91 [22]
- 2003: 100 година АФИ...100 хероја и зликоваца :
  - Тес Макгил – номиновани херој [23]
  - Кетрин Паркер – номиновани негативац [23]
- 2004: 100 година АФИ...100 песама :
  - „ Нека река тече “ – бр. 91 [24]
- 2006: 100 година АФИ-ја... 100 инспирација – бр. 87 [25]
- 2008: АФИ-јевих 10 најбољих 10 :
  - Номиновани филм романтичне комедије [26]

### Кућни медији
Запослена девојка је објављена на ВХС-у и Ласердиск-у 1989. године; "Породични портрет", један од кратких филмова са Симпсоновима, укључен је пре филма на ВХС издању. Филм је објављен на ДВД-у 17. априла 2001. Посебне карактеристике су биле две позоришне трејлере и три ТВ спота. Филм је објављен на Блу-реј-у 6. јануара 2015. Специјалне карактеристике ДВД издања пренете су за Блу-реј издање.

## У другим медијима

### Телевизија
Запослена девојка је такође претворена у краткотрајну телевизијску серију НБЦ -а 1990. године, у којој је Сандра Булок у главној улози. Трајало је 12 епизода.

### Позориште
Бродвејска музичка верзија је у изради од 2017. године, а музику ће написати Синди Лопер, а продуценти Робин Гудман и Џош Фидлер.